# 瞞天過海：八面玲瓏
《瞞天過海：八面玲瓏》（英語：Ocean's 8）是一部2018年犯罪喜劇片，由蓋瑞·羅斯執導，羅絲及奧利維亞·米爾奇（Ross and Olivia Milch）擔任編劇。本片為史提芬·蘇德堡繼《瞞天過海》三部曲後的一部全女性衍生外傳作品。主要演員包括珊迪娜·布洛、姬蒂·白蘭芝、安妮·夏菲維、莎拉·保羅森、蕾哈娜、海倫娜·寶咸·卡特等。
主體拍攝在2016年10月25日位於紐約進行，並由華納兄弟於2018年6月8日在美國上映。於首映禮上的紅地氈中，不同的時裝品牌都分別贊助了各位女主角，突顯戲外時尚的一面。

## 故事概要
為了報復前男友克勞德·貝克爾於五年八個月十二天前將欺詐罪名推在自己身上，令自己鋃鐺入獄，黛比·歐遜（已故詐欺天才「丹尼爾·歐遜」的妹妹）在假釋出獄後說服長期戰友露，在星光熠熠的大都會藝術博物館慈善晚宴中偷走價值一億五千五百萬美金卡地亞所擁有名為「杜桑」的鑽石項鍊。隨即，她們集合幾名「專家」：債台高築的過氣時裝設計師露絲﹑寶石鑑定師阿美塔﹑扒手康斯坦絲﹑駭客9號球以及已經退休過著平凡家庭主婦生活的盜版供應商譚美作為協力。
她們設計著名女演員達芙妮·克魯格在不知情的情況之下為她們偷出鑽石項鍊，在晚宴之中偷龍轉鳳，將假項鍊換走，然後化整為零從晚宴之中運出去，之後在拍賣行中變賣。完事之後，卡地亞員工發現鑽石項鍊是假的。曾搗破老歐遜及丹尼爾奸計的保險行調查員約翰·弗拉澤爾接手調查，卻未能立刻查明真相。此時，達芙妮在黛比及露的邀請之下出現於七盜的聚集地——原來她早已得悉計劃。由於渴望擁有女性友人，達芙妮成為合謀者，成功令克勞德墜入圈套並將線索傳給約翰。最終克勞德成為代罪羔羊，鋃鐺入獄。
八人在慶功之時，黛比及露向其他人展示她們在大都會藝術博物館之中，所偷取的其他珠寶——這也是各人可以得到豐厚回報的原因。
電影最後展示黛比在丹尼爾墓前喝他生前喜歡的油橄欖馬丁尼，說丹尼爾會喜歡這一場冒險。

## 演員
| 演員                                  | 角色                             | 簡介                       |
| 珊卓·布拉克 Sandra Bullock            | 黛比·歐遜 Debbie Ocean           | 職業竊賊，丹尼爾的妹妹     |
| 凱特·布蘭琪 Cate Blanchett            | 露·米勒 Lou Miller               | 黛比好友兼拍檔             |
| 安·海瑟薇 Anne Hathaway               | 達芙妮·克魯格 Daphne Kluger      | 知名女演員                 |
| 明蒂·卡靈 Mindy Kaling                | 阿美塔 Amita                     | 珠寶製造者                 |
| 莎拉·保羅森 Sarah Paulson             | 譚美 Tammy                       | 偷渡高手                   |
| 奧卡菲娜 Awkwafina                    | 康絲坦絲 Constance               | 街頭騙子                   |
| 蕾哈娜 Rihanna                        | 「9號球」萊絲莉 Nine Ball/Leslie | 職業駭客                   |
| 海倫娜·寶漢·卡特 Helena Bonham Carter | 蘿絲·威爾 Rose Weil              | 時裝設計師                 |
| 李察·阿米塔吉 Richard Armitage        | 克勞德·貝克 Claude Becker        | 美術展策展人，黛比的前男友 |
| 詹姆斯·柯登 James Corden              | 約翰·弗拉澤爾 John Frazier       | 保險行調查員               |
| 艾略特·高德 Elliott Gould             | 魯本·提西科夫 Reuben Tishkoff    | 丹尼爾所認識的賭場老闆     |
| 秦少波 Qin Shaobo                     | 小顏 "The Amazing" Yen           | 為丹尼爾工作的雜技演員     |

另外，達科塔·芬妮飾演潘妮洛碧·史特恩，克魯格忌妒的名人。在大宴會場景客串飾演自己的名人有安娜·溫特、王大仁、金·卡戴珊、瑪麗亞·莎拉波娃、海迪·克林、德瑞克·布拉斯伯格、贊恩·馬利克、坎達兒·珍娜、吉吉·哈蒂德、莉莉·奧爾德里奇、阿德瑞娜·利瑪、凱蒂·荷姆斯、奧莉薇亞·孟恩、海莉·鮑德溫、小威廉絲、Desiigner、凱莉·珍娜、扎克·伯森、潔米·金、凱莉·羅巴克、蘇菲亞·李奇和勞倫·桑托·多明哥。

## 製作

### 拍攝
主體拍攝在2016年10月25日位於紐約進行。2017年5月5日宣佈電影將於史泰登島繼續拍攝。

## 發行
《瞞天過海：八面玲瓏》於2018年6月8日在北美上映，由華納兄弟發行。

### 評價
媒體和影評家給予《瞞天過海：八面玲瓏》趨於褒貶不一的評價，爛番茄根據365條評論，持有69%的新鮮度，平均得分6.26／10，網站共識評論寫道：「《瞞天過海：八面玲瓏》不像前作那般順利，但仍然有足夠的演員化學和天賦來提高電影觀眾的票價，以獲得不高要求的雀躍。」。在Metacritic上，電影獲得了61分。

### 票房
台灣方面，首週四天票房為新台幣4958萬元；次週票房累計至新台幣1.01億元；第三週票房累計至新台幣1.26億元；第四週票房累計至新台幣1.36億元；最終全台票房為新台幣1.42億元。
| 上一届： 《星際大戰外傳：韓索羅》 | 2018年美國週末票房冠軍 第23週 | 下一届： 《超人特攻隊2》 |